# Los Pulpos (banda)
Los Pulpos fue un grupo musical mexicano formado en la ciudad de Hermosillo, Sonora (México), a mediados de la década de los 60. Sus estilos fueron la balada y el rock.
Se les recuerda por sus éxitos radiofónicos "Lo que te queda", "Por amor a él" y "Yo en mi casa, ella en el bar".

## Discografía
Grabaron 3 discos LP para la compañía EMI Capitol, los dos primeros considerados de colección. Frecuentemente sus grabaciones se publicaron en discos EP.
Tras la disolución de Los Pulpos, sus integrantes Ildefonso Lara (vocalista), Ernesto "Neto" Pablos y Audomaro "Maro" Pérez después formarían parte del Grupo Yndio que tuviera éxito en la década de los años 70 y bien entrados los 80.

## Principales grabaciones
Todos sus éxitos fueron grabados en EMI Capitol de México (hoy EMI Music México). Las dos primeras son sus temas clásicos:
- Lo que te queda (1969), balada muy recordada escrita por Yaco Monti.
- Por amor a él (1970), cóver a "For the love to him" éxito de Bobbi Martin
- Yo en mi casa, ella en el bar (1969), curiosa canción de la época "hippie" escrita por Francis Smith.

Son además recordados por:
- Simpatía por el Diablo I y II (cóvers instrumentales a The Rolling Stones (c. 1968)).
- Cariño fresa (1970)

- Datos: Q5980258